# Liste der Baudenkmäler in Aichach
Auf dieser Seite sind die Baudenkmäler in der schwäbischen Stadt Aichach zusammengestellt. Diese Tabelle ist eine Teilliste der Liste der Baudenkmäler in Bayern. Grundlage ist die Bayerische Denkmalliste, die auf Basis des Bayerischen Denkmalschutzgesetzes vom 1. Oktober 1973 erstmals erstellt wurde und seither durch das Bayerische Landesamt für Denkmalpflege geführt wird. Die folgenden Angaben ersetzen nicht die rechtsverbindliche Auskunft der Denkmalschutzbehörde.

## Ensembles

### Ensemble Botengasse

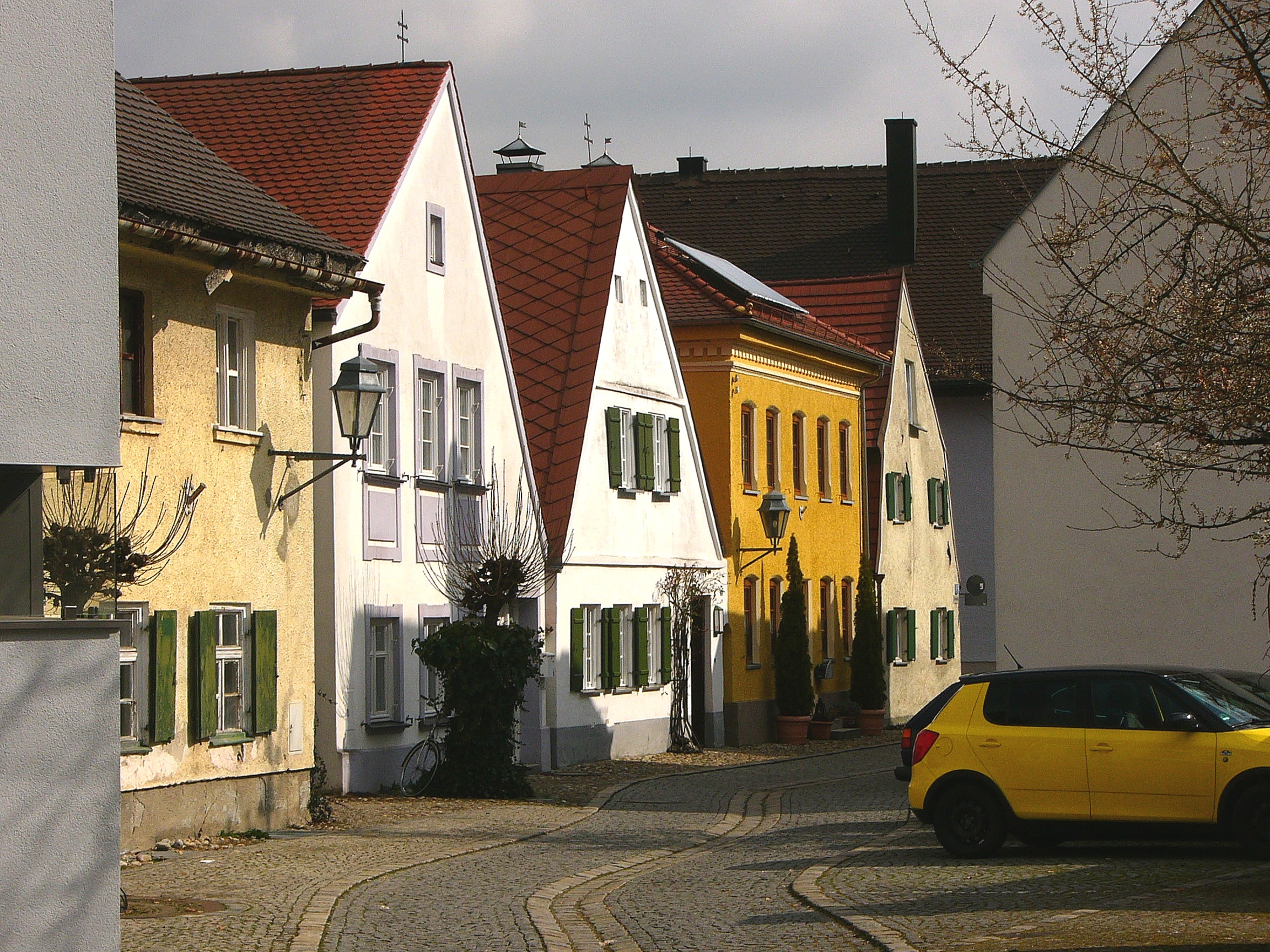

Geschlossene Reihe ein- und zweigeschossiger kleiner Wohnhäuser in gepflastertem Gässchen. Es handelt sich um Putzbauten, die sich besonders durch die Vielfalt ihrer Dachformen (Mansard-, Flachwalm-, Frack-, giebel- und traufständiges Satteldach) auszeichnen. Die Häuser, in ihrer äußeren Erscheinung 1. Hälfte 19. Jahrhundert, stammen im Kern zum Teil aus dem 17./18. Jahrhundert. Aktennummer: E-7-71-113-2.

### Ensemble Stadtplatz

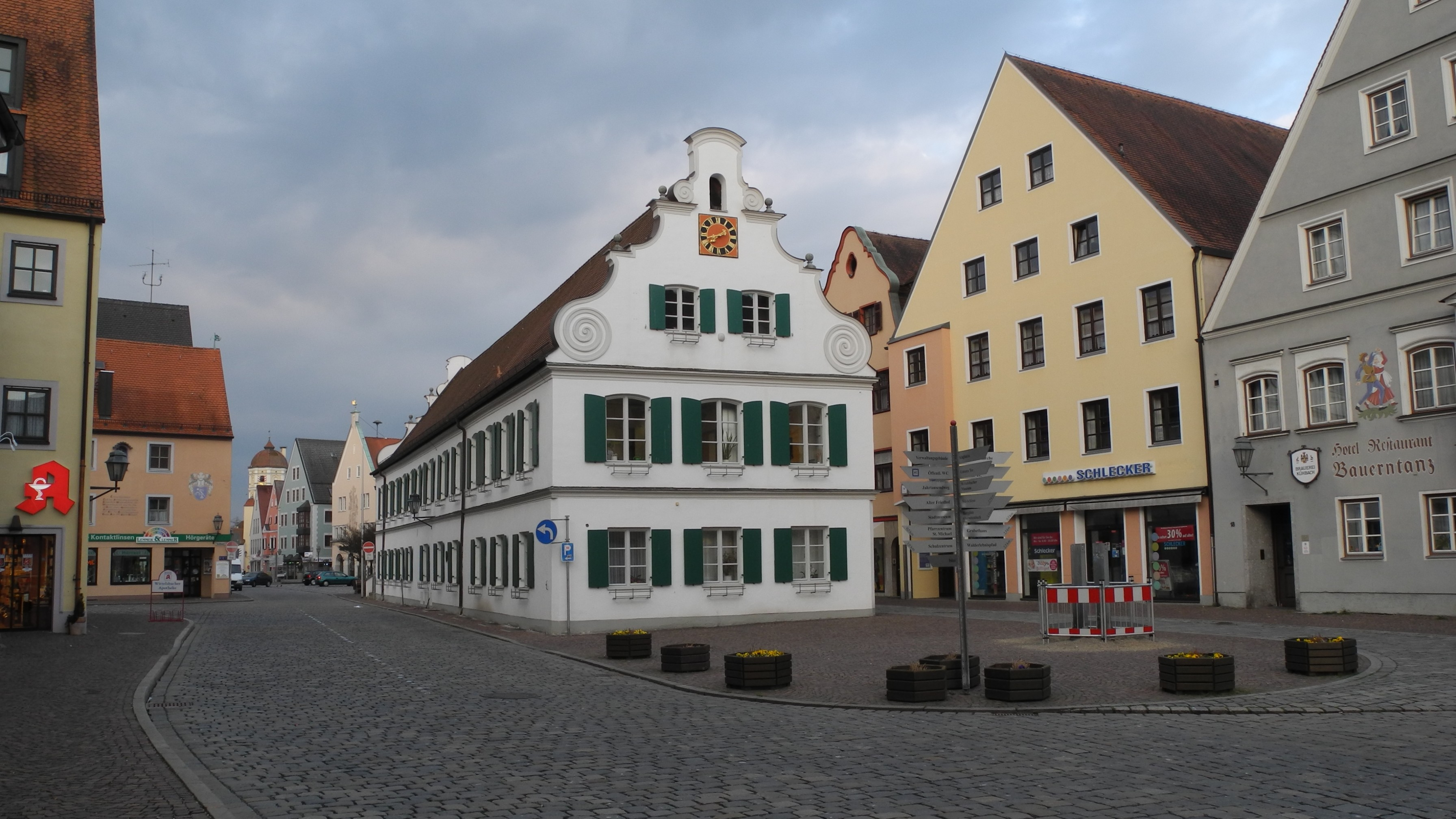

Der langgestreckte und leicht S-förmig gebogene Stadtplatz bildet mit seiner Begrenzung durch das Obere und Untere Tor und mit dem Rathaus als Mittelpunkt den Kern der Stadtanlage Aichach. Ausdehnung und Verlauf der 330 m langen und mäßig breiten Straßenachse von Süden nach Norden hin dokumentieren die ursprüngliche Bedeutung dieser Verkehrs-, Rast-, Handels- und Marktstraße als Ergebnis einer historisch-topographisch günstigen Situation, vorgegeben durch die Kreuzung der alten Handels- und Poststraßen Augsburg–Regensburg und München–Donauwörth, wobei die Kreuzungsstraßen nach ihrer Vereinigung vor den beiden Stadttoren gemeinsam die Stadt über den erweiterten Straßenmarkt durchziehen. Um den wohl im 13. Jahrhundert planmäßig abgesteckten Straßenmarkt legte sich der aus einer älteren Burgsiedlung entstandene Ort, genannt erstmals im 12. Jahrhundert, wenig später schon Pfarrsitz, nach 1208 Hauptort des wittelsbachischen Landgerichts und bald darauf im Rang eines Marktes. Für die Bebauung des Stadtplatzes vorwiegend mit bürgerlichen Giebelhäusern aus dem 17. und 18. Jahrhundert ist einmal der Eindruck der Geschlossenheit charakteristisch, erhöht zusätzlich durch die räumliche Schließung des Platzes durch die beiden Tortürme, Reste aus der mittelalterlichen, nur rudimentär erhaltenen Stadtbefestigung. Gleichzeitig entsteht durch die staffelartige Versetzung der Häuser infolge der leichten Platzkrümmung und durch unterschiedliche Gebäudebreiten, Stockwerks- und Giebelhöhen der Eindruck von Unregelmäßigkeit und Vielfalt. Architektonische Dominante ist die sich in die östliche Straßenplatzseite einreihende Spitalkirche Hl. Geist, mehr noch der langgestreckte Baukörper des barocken Rathauses mit seinen Volutengiebeln, um den sich der ganz gepflasterte Straßenplatz teilt. Die meist schlichten Wohn- und Geschäftshäuser, teils mit Flacherkern, sind farbig verputzt, zeigen insgesamt die architektonische Proportion einer bürgerlichen Kleinstadt mit Verweis auf Handel und Gewerbe. Aktennummer: E-7-71-113-3.

### Ensemble Werlbergerstraße

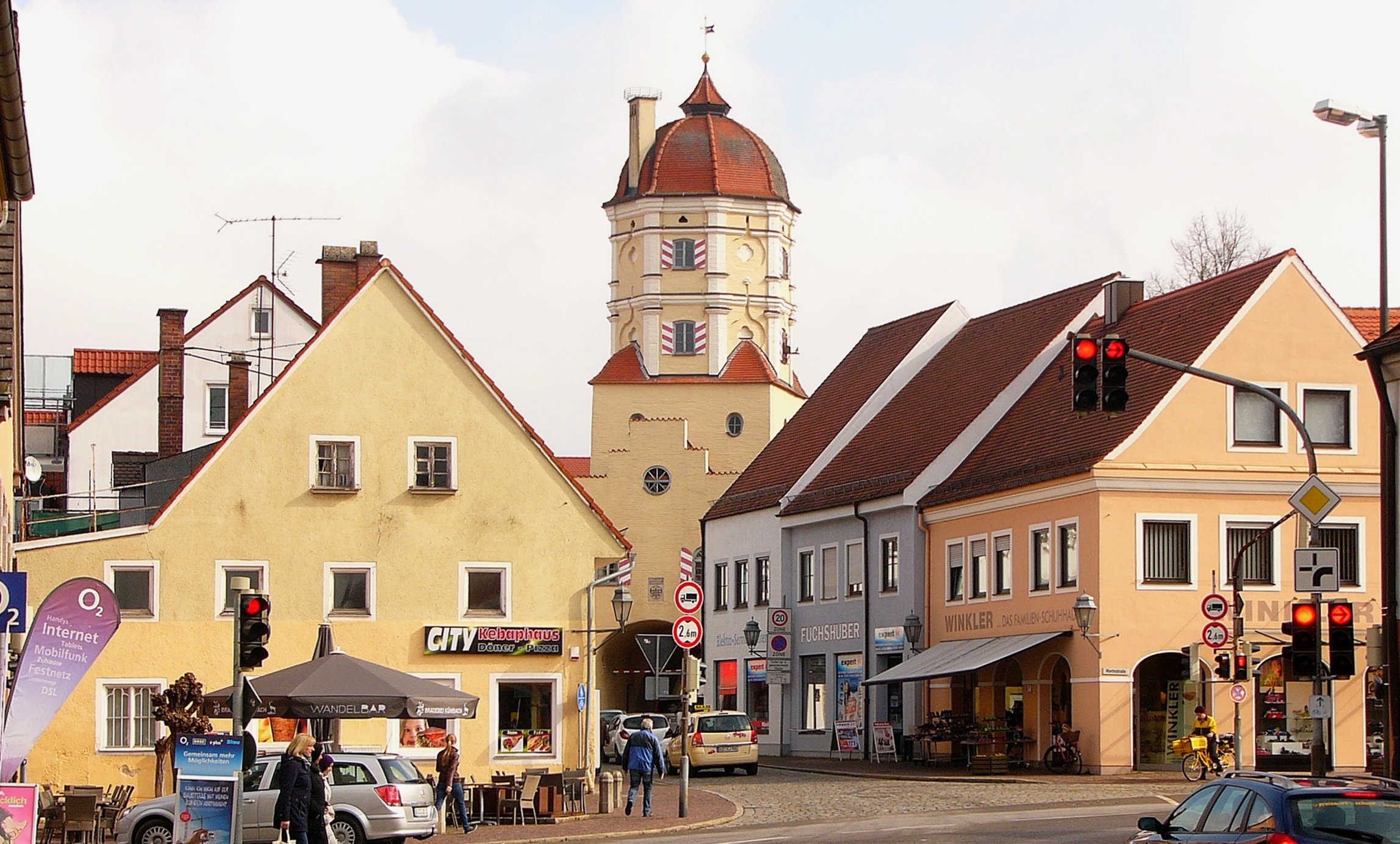

Die Häuser der Werlbergerstraße bilden die Verlängerung des Stadtplatzes über das Obere Tor hinaus. Der in Anlehnung an die ursprüngliche Form neu errichteten Baugruppe auf der Ostseite steht eine Reihe schlichter zweigeschossiger Wohnhäuser gegenüber, zum Teil mit vorstehenden Dächern zur Straße hin. Die Gebäude der Westseite stammen aus der Zeit um 1800 und später. Aktennummer: E-7-71-113-4.

## Stadtbefestigung
| Lage                     | Objekt           | Beschreibung | Akten-Nr.              | Bild           |
| ------------------------ | ---------------- | --- | ---------------------- | -------------- |
| (Standort)               | Stadtbefestigung | Teilzug der Stadtbefestigung im südlichen Abschnitt der Prieferstraße entlang der nördlichen Grundstücksgrenzen sowie nordwestlich von Am Büchel erhalten, 1313 angelegt, 1418 erneuert und durch Mauertürme verstärkt, Anfang 19. Jahrhundert größtenteils abgetragen Fünf Mauertürme, teilweise fragmentarisch erhalten (Am Büchel 7, Stadtplatz 1b, 41a/43, nahe Prieferstraße 29) | D-7-71-113-1 Wikidata  | weitere Bilder |
| Stadtplatz 2 (Standort)  | Unteres Tor      | Untergeschosse 1418, Oktogon mit Spitzhelm 1646, seitliche Durchgänge 1864 | D-7-71-113-29 Wikidata | weitere Bilder |
| Stadtplatz 46 (Standort) | Oberes Tor       | Pilastergegliedertes Oktogon mit geschwungener Haube über quadratischem Unterbau, um 1418, Aufbau von Andreas Adler, 1697 | D-7-71-113-49 Wikidata | weitere Bilder |

## Baudenkmäler nach Ortsteilen

### Aichach
| Lage                                                                                         | Objekt                                                   | Beschreibung | Akten-Nr.               | Bild |
| -------------------------------------------------------------------------------------------- | -------------------------------------------------------- | --- | ----------------------- | --- |
| Am Plattenberg 12 (Standort)                                                                 | Wirtschaftsgebäude eines Bauernhofs, ehemaliges Kreisgut | Satteldachbau mit gewölbten Stallungen, 1887, nach Brand 2010 verändert | D-7-71-113-102 Wikidata | BW |
| Am Strudl 1 (Standort)                                                                       | Wohnhaus                                                 | Erdgeschossiger Mansarddachbau, vor 1813; siehe auch Ensemble Botengasse | D-7-71-113-6 Wikidata   | Wohnhaus |
| Augsburger Straße 46 (Standort)                                                              | Ehemalige Schleifmühle                                   | Zweigeschossiger Satteldachbau, nach 1634 errichtet, im 18. Jahrhundert erneuert | D-7-71-113-130 Wikidata | BW |
| Bahnhofstraße 5 (Standort)                                                                   | Villa                                                    | Zweigeschossiger Walmdachbau mit Zwerchgiebeln, Jugendstil, 1908 Ummauerung, wohl gleichzeitig | D-7-71-113-105 Wikidata | weitere Bilder |
| Bahnhofstraße 27 (Standort)                                                                  | Ehemaliges Wasserhaus des Aichacher Bahnhofes            | Dreigeschossiger hoher Ziegelbau mit flachem Walmdach, Wasserreservoir ehemals im dritten Geschoss, 1875 | D-7-71-113-103 Wikidata | Ehemaliges Wasserhaus des Aichacher Bahnhofes |
| Bauerntanzgasse 2 (Standort)                                                                 | Wohnhaus                                                 | Zweigeschossiger Traufseitbau mit einseitig abgewalmtem Satteldach und Putzgliederung, erstes Drittel 19. Jahrhundert | D-7-71-113-8 Wikidata   | Wohnhaus |
| Bauerntanzgasse 4 (Standort)                                                                 | Wohnhaus                                                 | Zweigeschossiger, giebelständiger Satteldachbau mit Flacherker, im Kern 17./18. Jahrhundert | D-7-71-113-9 Wikidata   | Wohnhaus |
| Botengasse 14 (Standort)                                                                     | Wohnhaus                                                 | Villenartiger, zweigeschossiger Satteldachbau in neubarocken Formen mit Schweifgiebel und Mittelrisalit, um 1910 Gartenummauerung | D-7-71-113-13 Wikidata  | Wohnhaus |
| Bruderhof 2 (Standort)                                                                       | Ehemaliges Benefiziatenhaus                              | Zweigeschossiger, giebelständiger Satteldachbau mit dreigeschossigem Giebel, im Kern um 1715 | D-7-71-113-25 Wikidata  | Ehemaliges Benefiziatenhaus |
| Danhauserplatz (Standort)                                                                    | Kriegerdenkmal                                           | Nischenbrunnen mit Madonnenrelief, von Georg Albertshofer, 1924 | D-7-71-113-106 Wikidata | Kriegerdenkmal |
| Danhauserplatz 2 (Standort)                                                                  | Pfarrhaus                                                | Stattlicher zweigeschossiger Bau mit Mansardwalmdach, 1756 | D-7-71-113-15 Wikidata  | Pfarrhaus |
| Danhauserplatz 5, 7 (Standort)                                                               | Katholische Stadtpfarrkirche Mariä Himmelfahrt           | Dreischiffige Pfeilerbasilika, im Kern 13. Jahrhundert, Anfang 16. Jahrhundert erweitert, Kapellenanbau 1711 und 1777, Umgestaltungen 1861/63 und von 1907 bis 1911; mit Ausstattung | D-7-71-113-23 Wikidata  | weitere Bilder |
| Donauwörther Straße 23 (Standort)                                                            | Katholische Kapelle St. Sebastian                        | Einschiffiger Bau unter Stichkappentonne, im Kern spätgotisch, 1656, erweitert 1794; mit Ausstattung | D-7-71-113-16 Wikidata  | weitere Bilder |
| Donauwörther Straße 35 (Standort)                                                            | Lagerhaus der BayWa AG                                   | Dreigeschossiger Halbwalmdachbau mit Lisenengliederung und Fachwerkobergeschoss, im Inneren Holzkonstruktion, um 1915 | D-7-71-113-107 Wikidata | Lagerhaus der BayWa AG |
| Franz-Beck-Straße 21 (Standort)                                                              | Villa                                                    | Zweigeschossiger Walmdachbau mit abgerundeten Eckerkern und Zwerchhaus, um 1910 | D-7-71-113-110 Wikidata | Villa |
| Jakobiweg 8 (Standort)                                                                       | Evangelisch-lutherische Paul-Gerhardt-Kirche             | Rechteckiger Walmdachbau im Heimatstil, von German Bestelmeyer, 1928, erweitert 1955; mit Ausstattung | D-7-71-113-104 Wikidata | Evangelisch-lutherische Paul-Gerhardt-Kirche |
| Koppoldstraße 2 (Standort)                                                                   | Bürgerhaus                                               | Zweigeschossiger Walmdachbau mit Mezzanin und Fassadenschmuck, Anfang 20. Jahrhundert | D-7-71-113-18 Wikidata  | Bürgerhaus |
| Martinstraße 7 (Standort)                                                                    | Katholische Friedhofskirche St. Michael                  | Saalbau mit Westturm, 1668; mit Ausstattung | D-7-71-113-19 Wikidata  | weitere Bilder |
| Münchener Straße 23, 25, 27, 29, 31, 35 (Standort)                                           | Bedienstetenhäuser der Justizvollzugsanstalt             | Zweigeschossige Walmdachbauten, 1904/08; mit zugehörigen Einfriedungen und Nebengebäuden | D-7-71-113-108 Wikidata | BW |
| Münchener Straße 33 (Standort)                                                               | Justizvollzugsanstalt Aichach                            | 1904/08 in versachlichten, leicht barockisierenden Formen errichtet; vier um oktogonale Zentralhalle kreuzförmig angeordnete panoptische Flügel, durch Mauerzüge und weitere Trakte (Arbeitsgebäude A und B, Wirtschaftsgebäude, Schule, Männerhaus, zweiflügelige Anstaltskirche) zur sechshöfigen Rechteckanlage vervollständigt, aus der nach Westen der Verwaltungsflügel und nach Süden die Krankenabteilung herausspringen; der Komplex von einer ursprünglich sechseckigen (jetzt nach Osten erweiterten) Umfassungsmauer mit Ecktürmen und Torgebäude eingefasst; mit Ausstattung | D-7-71-113-109 Wikidata | Justizvollzugsanstalt Aichach |
| Münchener Straße 79 (Standort)                                                               | Katholische Marienkapelle                                | Kleiner Rechteckbau mit geschweiftem Giebel, 1926; mit Ausstattung | D-7-71-113-112 Wikidata | BW |
| Schloßplatz 1 (Standort)                                                                     | Wohn- und Geschäftshaus                                  | Zweigeschossiger Zweiflügelbau mit flachem Satteldach und Fassadendekor, in städtebaulich wichtiger Position, um 1900 | D-7-71-113-24 Wikidata  | Wohn- und Geschäftshaus |
| Schneidergasse 1 (Standort)                                                                  | Wohnhaus                                                 | Zweigeschossiges Eckhaus mit Mansarddach und Neurenaissance-Putzgliederung, 1891 | D-7-71-113-27 Wikidata  | Wohnhaus |
| Stadtplatz 4 (Standort)                                                                      | Gasthaus zum Stemmer                                     | Zweigeschossiger Giebelbau mit Satteldach und Bodenerker, im Kern erste Hälfte 18. Jahrhundert | D-7-71-113-30 Wikidata  | Gasthaus zum Stemmer |
| Stadtplatz 7 (Standort)                                                                      | Wohn- und Geschäftshaus                                  | Zweigeschossiger Walmdachbau mit Fledermausgauben, Reste klassizistischer Putzgliederung im Obergeschoss, Anfang 19. Jahrhundert | D-7-71-113-31 Wikidata  | Wohn- und Geschäftshaus |
| Stadtplatz 8 (Standort)                                                                      | Wohn- und Geschäftshaus                                  | Zweigeschossiger Giebelbau mit Satteldach, im Kern um 1635, Fassade um 1920, Erdgeschoss modernisiert | D-7-71-113-32 Wikidata  | Wohn- und Geschäftshaus |
| Stadtplatz 9 (Standort)                                                                      | Wohn- und Geschäftshaus                                  | Zweigeschossiger Walmdachbau mit halbrunden Dachfenstern, Fassade mit Resten klassizistischer Gliederung, Anfang 19. Jahrhundert | D-7-71-113-33 Wikidata  | Wohn- und Geschäftshaus |
| Stadtplatz 12 (Standort)                                                                     | Bürgerhaus                                               | Zweigeschossiger Giebelbau mit Satteldach und asymmetrischem Steherker, um 1635 | D-7-71-113-34 Wikidata  | Bürgerhaus |
| Stadtplatz 17 (Standort)                                                                     | Wohn- und Geschäftshaus                                  | Zweigeschossiger Satteldachbau mit dreigeschossigem Giebel und Scheitelzinne, 1697, später verändert | D-7-71-113-36 Wikidata  | Wohn- und Geschäftshaus |
| Stadtplatz 18 (Standort)                                                                     | Gasthaus Bauerntanz                                      | Zweigeschossiger, giebelständiger Satteldachbau mit dreigeschossigem Giebel, einem Eckerker und zwei Steherkern, 18. Jahrhundert, Fassade 1899 | D-7-71-113-37 Wikidata  | Gasthaus Bauerntanz |
| Stadtplatz 24 (Standort)                                                                     | Ehemaliges Gasthaus                                      | Zweigeschossiger, giebelständiger Satteldachbau, dreigeschossiger Giebel mit Anläufen und Segmentbogenabschluss, im Kern zweite Hälfte 17. Jahrhundert | D-7-71-113-38 Wikidata  | Ehemaliges Gasthaus |
| Stadtplatz 28 (Standort)                                                                     | Ehemalige Brauerei zum Stieglbräu                        | Zweigeschossiger Traufseitbau mit Satteldach und Fledermausgauben, Fassade erstes Drittel 19. Jahrhundert, im Kern Ende 17./Anfang 18. Jahrhundert | D-7-71-113-39 Wikidata  | Ehemalige Brauerei zum Stieglbräu |
| Stadtplatz 33 (Standort)                                                                     | Wohnhaus                                                 | Dreigeschossiger Satteldachbau mit geschweiftem Giebel und Flacherker, Neorenaissance, um 1900 | D-7-71-113-40 Wikidata  | Wohnhaus |
| Stadtplatz 35 (Standort)                                                                     | Ehemaliges Spital                                        | Stattlicher zweigeschossiger Giebelbau mit Satteldach, Mitte 17. Jahrhundert, Fassade vielfach erneuert | D-7-71-113-41 Wikidata  | Ehemaliges Spital |
| Stadtplatz 36 (Standort)                                                                     | Wohn- und Geschäftshaus                                  | Zweigeschossiger Giebelbau mit Satteldach und Flacherker, im Kern 1644 | D-7-71-113-43 Wikidata  | Wohn- und Geschäftshaus |
| Stadtplatz 37 (Standort)                                                                     | Wohn- und Geschäftshaus                                  | Zweigeschossiger, giebelständiger Satteldachbau, Front mit Ladeneinbauten, im Kern um 1635 | D-7-71-113-44 Wikidata  | Wohn- und Geschäftshaus |
| Stadtplatz 37 (Standort)                                                                     | Katholische Spitalkirche Hl. Geist                       | Zweischiffige Hallenkirche, Fassade mit Volutengiebel und reich gegliedertem Turm, im 15. Jahrhundert, 1642/43 wiederhergestellt, Turm 1734 und 1789; mit Ausstattung (siehe auch: Kanzel). Torbogen | D-7-71-113-42 Wikidata  | weitere Bilder |
| Stadtplatz 40 (Standort)                                                                     | Wohn- und Geschäftshaus                                  | Zweigeschossiger, neubarocker Giebelbau mit Satteldach, im Kern um 1635, Fassade Ende 19. Jahrhundert | D-7-71-113-45 Wikidata  | Wohn- und Geschäftshaus |
| Stadtplatz 42 (Standort)                                                                     | Hubertus-Apotheke                                        | Zweigeschossiger Traufseitbau mit Satteldach und geschweiftem Zwerchgiebel, im Kern um 1637, Fassade Anfang 20. Jahrhundert | D-7-71-113-46 Wikidata  | Hubertus-Apotheke |
| Stadtplatz 44 (Standort)                                                                     | Ehemaliges Schlosserhaus                                 | Zweigeschossiger Giebelbau mit Satteldach, 1738, Ausleger um 1900 | D-7-71-113-48 Wikidata  | Ehemaliges Schlosserhaus |
| Stadtplatz 48 (Standort)                                                                     | Rathaus                                                  | Langgestreckter freistehender, zweigeschossiger Satteldachbau mit Volutengiebeln und Freitreppe, 1705/06, mehrfach verändert | D-7-71-113-50 Wikidata  | weitere Bilder |
| Steubstraße 2 (Standort)                                                                     | Wohn- und Geschäftshaus                                  | Zweigeschossiger, giebelständiger Satteldachbau mit Flacherker, im Kern um 1636, Fassade zweite Hälfte 19. Jahrhundert | D-7-71-113-51 Wikidata  | Wohn- und Geschäftshaus |
| Steubstraße 4 (Standort)                                                                     | Wohn- und Geschäftshaus                                  | Zweigeschossiger, giebelständiger Satteldachbau, im Kern um 1635 | D-7-71-113-52 Wikidata  | Wohn- und Geschäftshaus |
| Werlbergerstraße 20 (Standort)                                                               | Wohn- und Geschäftshaus                                  | Zweigeschossiger Traufseitbau mit flachem Satteldach und Putzgliederung, 1860 | D-7-71-113-56 Wikidata  | Wohn- und Geschäftshaus |
| Werlbergerstraße 26 (Standort)                                                               | Wohnhaus                                                 | Zweigeschossiger Traufseitbau mit Schopfwalmdach und Zwerchgiebel, im Kern 18. Jahrhundert, Fassade um 1891 | D-7-71-113-57 Wikidata  | Wohnhaus |
| Wittelsbacher Weg 5 (an der Gabelung der Straßen nach Ober- und Unterwittelsbach) (Standort) | Pfeiler                                                  | mit abgefasten Ecken und Kreuzgiebelverdachung, 1834, darauf Löwe mit Wappen, 1880 | D-7-71-113-58 Wikidata  | [[Vorlage:Bilderwunsch/code!/C:48.464371,11.139686!/D:Wittelsbacher Weg 5 (an der Gabelung der Straßen nach Ober- und Unterwittelsbach), Pfeiler!/\|BW]] |

### Aich
| Lage            | Objekt                        | Beschreibung | Akten-Nr.              | Bild           |
| --------------- | ----------------------------- | --- | ---------------------- | -------------- |
| Aich (Standort) | Wallfahrtskapelle in der Aich | Fassade durch Doppelpilaster gegliedert, nach Plan von Johann Michael Rigg, 1697/98, erweitert 1722/23; mit Ausstattung | D-7-71-113-76 Wikidata | weitere Bilder |

### Algertshausen
| Lage                         | Objekt                                      | Beschreibung | Akten-Nr.              | Bild           |
| ---------------------------- | ------------------------------------------- | --- | ---------------------- | -------------- |
| Kirchbergstraße 5 (Standort) | Katholische Filialkirche St. Peter und Paul | Spätromanischer, flachgedeckter Rechteckbau mit Dachreiter, erstes Viertel 13. Jahrhundert, Umgestaltung 17. Jahrhundert; mit Ausstattung | D-7-71-113-59 Wikidata | weitere Bilder |

### Andersbach
| Lage                                     | Objekt     | Beschreibung                                                                 | Akten-Nr.              | Bild           |
| ---------------------------------------- | ---------- | ---------------------------------------------------------------------------- | ---------------------- | -------------- |
| Andersbach, bei Haus Nummer 1 (Standort) | Hofkapelle | Kleiner Rechteckbau mit halbrunder Apsis, bezeichnet „1896“; mit Ausstattung | D-7-71-113-99 Wikidata | weitere Bilder |

### Blumenthal
| Lage                                           | Objekt                                     | Beschreibung | Akten-Nr.              | Bild           |
| ---------------------------------------------- | ------------------------------------------ | --- | ---------------------- | -------------- |
| Blumenthal 1 (Standort)                        | Ehemalige Deutschordenskomturei Blumenthal | Anlage in Form eines unregelmäßigen Quadrats, im Kern zweite Hälfte 16. Jahrhundert, Veränderungen 18. Jahrhundert bis 20. Jahrhundert Osttor, quadratische mit polygonalem Turmaufsatz zweite Hälfte 17. Jahrhundert, Spitzhelm um 1870 Ehemalige Schlosskapelle, jetzt katholische Filialkirche St. Maria, Saalbau, im Kern zweite Hälfte 16. Jahrhundert, 1719/20 umgestaltet, Chor wohl 19. Jahrhundert (siehe auch: Kanzel (Schloss Blumenthal)) Ehemaliges Priesterhaus, zweigeschossiger Walmdachbau mit übergiebeltem Anbau, 1719/20 Ehemaliges Schloss, dreigeschossiger Walmdachbau mit polygonalen Eckerkern, 1861/62, zweites Obergeschoss 1950/52 Anbau, erdgeschossiger Mansarddachbau mit Arkaden und Zwerchhaus mit Fachwerk, 1926/27 Stallung, Satteldachbau, 1926/27 Westtor, quadratisch mit polygonalem Turmaufsatz und Spitzhelm, um 1784 Stallung, Satteldachbau, 1959/60 Stiftungsforstei, zweigeschossiger Satteldachbau, Mitte 18. Jahrhundert Remise, Satteldachbau, Mitte 18. Jahrhundert Ehemalige Schlossschenke, zweigeschossiger Satteldachbau mit Barockportal, 1719/20 Ehemaliges Brauhaus, zweigeschossiger, langgestreckter Satteldachbau mit Putzbändern und vier Barockportalen, 1719/20 Sogenannte Mühle, dreigeschossiger Satteldachbau mit Zwerchgiebel und Lisenengliederung, 1873 ff. Ehemaliges Jägerhaus, zweigeschossiger Satteldachbau, im Kern zweite Hälfte 17. Jahrhundert Park südlich der Anlage | D-7-71-113-60 Wikidata | weitere Bilder |
| Georgibreite, östlich auf dem Hügel (Standort) | Turmruine St. Georg und St. Elisabeth      | Unterbau zweite Hälfte 14. Jahrhundert, Obergeschosse um 1700 | D-7-71-113-61 Wikidata | weitere Bilder |

### Ecknach
| Lage                                    | Objekt                                     | Beschreibung                                                                         | Akten-Nr.              | Bild                                       |
| --------------------------------------- | ------------------------------------------ | ------------------------------------------------------------------------------------ | ---------------------- | ------------------------------------------ |
| Pfarrer-Steinacker-Straße 56 (Standort) | Katholische Pfarrkirche St. Peter und Paul | Turm im Kern romanisch, Chor Ende 15. Jahrhundert, Langhaus 1971/72; mit Ausstattung | D-7-71-113-62 Wikidata | Katholische Pfarrkirche St. Peter und Paul |

### Edenried
| Lage                  | Objekt                            | Beschreibung                                       | Akten-Nr.               | Bild           |
| --------------------- | --------------------------------- | -------------------------------------------------- | ----------------------- | -------------- |
| Dorfstraße (Standort) | Bildstock                         | 1885                                               | D-7-71-113-126 Wikidata | Bildstock      |
| Dorfstraße (Standort) | Katholische Pfarrkirche St. Vitus | 17. Jahrhundert, umgestaltet 1857; mit Ausstattung | D-7-71-113-63 Wikidata  | weitere Bilder |

### Gallenbach
| Lage                                            | Objekt                              | Beschreibung                                                                                      | Akten-Nr.              | Bild           |
| ----------------------------------------------- | ----------------------------------- | ------------------------------------------------------------------------------------------------- | ---------------------- | -------------- |
| Fuggerstraße 1 (Standort)                       | Katholische Pfarrkirche St. Stephan | Flachgedeckter Saalbau mit eingezogenem Chor, 1705, 1910/11 erweitert; mit Ausstattung            | D-7-71-113-64 Wikidata | weitere Bilder |
| Fuggerstraße 2 (Standort)                       | Ehemaliges Pfarrhaus                | Zweigeschossiger Giebelbau mit Zwerchhaus und Putzgliederung, 1905 Nebengebäude Garten Ummauerung | D-7-71-113-65 Wikidata | weitere Bilder |
| Kapellenfeld, südlich von Gallenbach (Standort) | Katholische Wieskapelle             | 1714 erbaut, vergrößert 1737; mit Ausstattung                                                     | D-7-71-113-67 Wikidata | BW             |

### Griesbeckerzell
| Lage                       | Objekt                                 | Beschreibung | Akten-Nr.              | Bild             |
| -------------------------- | -------------------------------------- | --- | ---------------------- | ---------------- |
| Lorenzstraße 21 (Standort) | Katholische Pfarrkirche St. Laurentius | Flachgedeckter Saalbau mit eingezogenem Chor, 1837 ff.; mit Ausstattung                                                               | D-7-71-113-68 Wikidata | weitere Bilder   |
| Lorenzstraße 26 (Standort) | Ehemalige Schule                       | aufgesockelter, zweigeschossiger und verputzter Massivbau mit Sattel- und Walmdächern, im Heimatschutzstil, von Sigmund Hagl, 1911/12 | D-7-71-113-136         | Ehemalige Schule |

### Klingen
| Lage                                    | Objekt                                    | Beschreibung | Akten-Nr.               | Bild |
| --------------------------------------- | ----------------------------------------- | --- | ----------------------- | --- |
| Fuggerstraße 16 a (am Stall) (Standort) | Mörtelplastik                             | Um 1883 | D-7-71-113-127 Wikidata | [[Vorlage:Bilderwunsch/code!/C:48.431856,11.152767!/D:Fuggerstraße 16 a (am Stall), Mörtelplastik!/\|BW]] |
| Kirchstraße 2 (Standort)                | Pfarrhaus                                 | Zweigeschossiger, traufständiger Satteldachbau, im Kern 1721                                                                                      | D-7-71-113-70 Wikidata  | Pfarrhaus                                                                                                 |
| Kirchstraße 6 (Standort)                | Katholische Pfarrkirche Mariä Himmelfahrt | Pilastergegliederter Saalbau mit flacher Stichkappentonne und eingezogenem Chor, von Joseph Singer, 1789–90; mit Ausstattung (siehe auch: Kanzel) | D-7-71-113-71 Wikidata  | weitere Bilder                                                                                            |

### Neulhof (unterer)
| Lage                    | Objekt                                                      | Beschreibung | Akten-Nr.              | Bild                                                        |
| ----------------------- | ----------------------------------------------------------- | --- | ---------------------- | ----------------------------------------------------------- |
| In Unterneul (Standort) | Katholische Kapelle St. Bartholomäus, ehemalige Pfarrkirche | Schlichter romanischer Rechteckbau mit Halbkreisapsis und kleinem Satteldachturm, um 1200/10, 1470 verändert, Turm 1642 (dendrochronologisch datiert); mit Ausstattung | D-7-71-113-89 Wikidata | Katholische Kapelle St. Bartholomäus, ehemalige Pfarrkirche |

### Oberbernbach
| Lage                      | Objekt                                       | Beschreibung | Akten-Nr.              | Bild           |
| ------------------------- | -------------------------------------------- | --- | ---------------------- | -------------- |
| Blumenstraße 1 (Standort) | Pfarrhof                                     | Große Dreiseitanlage Pfarrhaus, zweigeschossiger Walmdachbau mit Putzgliederung, 1778 Ehemaliges Ökonomiegebäude, jetzt Kirche, Satteldachbau mit Treppengiebel und gewölbten Ställen, 1848 Nebengebäude, jetzt Pfarrsaal, erdgeschossiger Satteldachbau, 1848 Ummauerung      | D-7-71-113-72 Wikidata | Pfarrhof       |
| Blumenstraße 2 (Standort) | Bauernhof                                    | Dreiseitanlage, einheitlich 1903 erbaut Wohnhaus, erdgeschossiger Satteldachbau mit Putzgliederung, geschnitzte Haustür in Neurenaissanceformen Wirtschaftsgebäude, langgestreckter Satteldachbau mit zwei segmentbogigen Toren und Putzgliederung Nebengebäude, Satteldachbau | D-7-71-113-73 Wikidata | Bauernhof      |
| Hauptstraße 38 (Standort) | Katholische Pfarrkirche St. Johannes Baptist | Saalbau mit Zwiebelturm, Westfassade mit Lisenengliederung, Langhaus 12. Jahrhundert, Chor und Turmunterbau 15. Jahrhundert, Umgestaltung um 1710/20, Erweiterung 1863/64; mit Ausstattung Kapelle, schlichter Rechteckbau, Mitte 19. Jahrhundert, in der Friedhofsmauer       | D-7-71-113-75 Wikidata | weitere Bilder |

### Obermauerbach
| Lage                       | Objekt                                      | Beschreibung | Akten-Nr.               | Bild           |
| -------------------------- | ------------------------------------------- | --- | ----------------------- | -------------- |
| Kirchweg (Standort)        | Katholische Pfarrkirche St. Maria Magdalena | Neugotischer, flachgedeckter Saalbau mit eingezogenem Chor, von Xaver Baumeister, 1866 ff.; mit Ausstattung (siehe auch: Kanzel). | D-7-71-113-77 Wikidata  | weitere Bilder |
| Lindenstraße 20 (Standort) | Pfarrhaus                                   | Zweigeschossiger Walmdachbau mit Ecklisenen und Gesimsgliederung, im neuklassizistischen Stil, um 1870/80                         | D-7-71-113-100 Wikidata | Pfarrhaus      |

### Oberschneitbach
| Lage                          | Objekt                              | Beschreibung | Akten-Nr.              | Bild                     |
| ----------------------------- | ----------------------------------- | --- | ---------------------- | ------------------------ |
| Chrombachstraße 20 (Standort) | Katholische Filialkirche St. Agatha | Chor spätmittelalterlich, Langhaus 1912, Turm 1935; mit Ausstattung                                                                          | D-7-71-113-79 Wikidata | weitere Bilder           |
| Georgenstraße 16 (Standort)   | Bauernhaus                          | Erdgeschossiger Wohnstallbau mit Greddach, Giebelluke und Aufzugsgaube, im Kern erste Hälfte 18. Jahrhundert Scheune, Satteldachbau, um 1900 | D-7-71-113-80 Wikidata | Bauernhaus               |
| Haselweg 3 (Standort)         | Bauernhaus, Wohnstallbau            | Erdgeschossiger Satteldachbau mit Kniestock, Geschossprofilierungen und Fensterbankgesimsen, bezeichnet „1908“                               | D-7-71-113-81 Wikidata | Bauernhaus, Wohnstallbau |

### Oberwittelsbach
| Lage                              | Objekt | Beschreibung | Akten-Nr.              | Bild                                   |
| --------------------------------- | --- | --- | ---------------------- | -------------------------------------- |
| Am Burgplatz 4 (Standort)         | Ehemaliges Schul- und Benefiziatenhaus                                                                                                   | Neugotischer, zweigeschossiger Blankziegelbau mit Satteldach und Treppengiebeln, von Daniel Ohlmüller, 1832/34                                                                    | D-7-71-113-82 Wikidata | Ehemaliges Schul- und Benefiziatenhaus |
| Auf dem Burgplatz (Standort)      | Nationaldenkmal | Pfeilermonument mit Fialen, neugotisch, von Daniel Ohlmüller, 1832/34 | D-7-71-113-85 Wikidata | Nationaldenkmal                        |
| Kurat-Bayer-Weg (Standort)        | Reste der 1209 zerstörten Burg, Stammsitz der Wittelsbacher, ehemalige Burgkirche Beatae Mariae Virginis, jetzt katholische Filialkirche | Unverputzter Backsteinbau mit Strebepfeilern und Satteldachturm, um 1420, Erweiterung um 1510, Westfassade 1844; mit Ausstattung (siehe auch: Maria vom Siege (Oberwittelsbach)). | D-7-71-113-84 Wikidata | weitere Bilder                         |
| Wittelsbacher Straße 3 (Standort) | Ehemaliges Pfarrhaus, bis 1833/34 Benefiziatenhaus                                                                                       | Zweigeschossiger Satteldachbau, Obergeschoss Nordseite und Ostgiebel Fachwerk verputzt, Portal mit Pilasterrahmung, im Kern 17./18. Jahrhundert                                   | D-7-71-113-83 Wikidata | BW                                     |

### Sulzbach
| Lage                        | Objekt                             | Beschreibung | Akten-Nr.               | Bild                 |
| --------------------------- | ---------------------------------- | --- | ----------------------- | -------------------- |
| Siedlungstraße 1 (Standort) | Ehemaliges Pfarrhaus               | Zweigeschossiger Satteldachbau mit Giebelgesims, im Kern erste Hälfte 18. Jahrhundert                                          | D-7-71-113-86 Wikidata  | Ehemaliges Pfarrhaus |
| Tränkstraße 4 (Standort)    | Katholische Pfarrkirche St. Verena | Saalbau, Unterbau des Chorturms 13./14. Jahrhundert, im 18. Jahrhundert erhöht, Langhaus 1724, erweitert 1869; mit Ausstattung | D-7-71-113-87 Wikidata  | weitere Bilder       |
| Tränkstraße 6 (Standort)    | Gasthaus                           | Zweigeschossiger Walmdachbau mit Putzgliederung und Zwerchgiebel, Anfang 19. Jahrhundert, später verändert                     | D-7-71-113-125 Wikidata | Gasthaus             |
| Zellerstraße 13 (Standort)  | Bauernhaus                         | Erdgeschossiger Giebelbau mit Greddach, Giebelzone durch Putzprofile gegliedert, im Kern 18. Jahrhundert                       | D-7-71-113-88 Wikidata  | Bauernhaus           |

### Untergriesbach
| Lage                        | Objekt                                   | Beschreibung | Akten-Nr.               | Bild                          |
| --------------------------- | ---------------------------------------- | --- | ----------------------- | ----------------------------- |
| Fuchsberg (Standort)        | Katholische Kapelle St. Antonius Eremita | Holzbau, 1917/18; mit Ausstattung | D-7-71-113-129 Wikidata | BW                            |
| Harthofstraße 23 (Standort) | Katholische Kapelle Herz Jesu            | Satteldachbau mit eingezogenem Chor, 1865, Turm 1948 angebaut; mit Ausstattung Davor drei religiöse Male in reich dekoriertem Betonguss, bezeichnet „1924“ | D-7-71-113-90 Wikidata  | Katholische Kapelle Herz Jesu |

### Untermauerbach
| Lage                             | Objekt                                    | Beschreibung | Akten-Nr.              | Bild                                      |
| -------------------------------- | ----------------------------------------- | --- | ---------------------- | ----------------------------------------- |
| Sankt-Martin-Straße (Standort)   | Katholische Filialkirche St. Martin       | Barocker Saalbau mit Zwiebelturm, flachgedecktes Langhaus mit eingezogenem Chor unter Stichkappentonne, 1738; mit Ausstattung | D-7-71-113-92 Wikidata | weitere Bilder                            |
| Sankt-Martin-Straße 9 (Standort) | Bauernhaus eines ehemaligen Dreiseithofes | Erdgeschossiger Satteldachbau, 1863                                                                                           | D-7-71-113-93 Wikidata | Bauernhaus eines ehemaligen Dreiseithofes |

### Unterschneitbach
| Lage                              | Objekt                               | Beschreibung | Akten-Nr.              | Bild            |
| --------------------------------- | ------------------------------------ | --- | ---------------------- | --------------- |
| Brückenstraße 2 (Standort)        | Ehemalige Mühle                      | Zweigeschossiger Giebelbau mit Greddach und Ecknische, dreigeschossiger Giebel mit Aufzugsluken, 1606; mit Ausstattung                                  | D-7-71-113-94 Wikidata | Ehemalige Mühle |
| Brückenstraße 4 (Standort)        | Ehemalige Mühle                      | Viergeschossiger großer Blankziegelbau mit Lisenengliederung und Zahnschnittfries, 1892                                                                 | D-7-71-113-95 Wikidata | weitere Bilder  |
| Paarweg 13 (Standort)             | Katholische Filialkirche St. Emmeran | Chorturmkirche, flachgedeckter Saalbau mit eingezogenem, tonnengewölbtem Chor, im Kern romanisch, um 1760/65 verändert, 1953 erweitert; mit Ausstattung | D-7-71-113-96 Wikidata | weitere Bilder  |
| Sankt-Emmeran-Straße 8 (Standort) | Bauernhaus                           | Erdgeschossiger Giebelbau mit Stüberlanbau und Greddach, im Kern um 1718 (dendrochronologisch datiert)                                                  | D-7-71-113-97 Wikidata | Bauernhaus      |

### Unterwittelsbach
| Lage                    | Objekt        | Beschreibung | Akten-Nr.              | Bild           |
| ----------------------- | ------------- | --- | ---------------------- | -------------- |
| Klausenweg 1 (Standort) | Wasserschloss | Dreigeschossiger Walmdachbau, im Kern mittelalterlich, im 17. Jahrhundert ausgebaut, 1838 umgestaltet Katholische Kapelle St. Ulrich, Afra und Jungfrau Maria, freistehender Saalbau, nach Entwurf von Heinrich von Mayr, 1839/41; mit Ausstattung Denkmal, mit Säulenspolie, bezeichnet „1841“ Schlosspark, Gartenanlage im englischen Stil, erste Hälfte 19. Jahrhundert | D-7-71-113-98 Wikidata | weitere Bilder |

### Walchshofen
| Lage                        | Objekt    | Beschreibung | Akten-Nr.               | Bild      |
| --------------------------- | --------- | --- | ----------------------- | --------- |
| Walchenstraße 16 (Standort) | Bauernhof | Dreiseitanlage; Wohnhaus, erdgeschossiger Satteldachbau mit durchfenstertem Kniestock, 1847 Nebengebäude, Satteldachbauten mit segmentbogigen Toren, wohl gleichzeitig | D-7-71-113-101 Wikidata | Bauernhof |